# Avvento notturno
Avvento notturno è la seconda raccolta poetica di Mario Luzi pubblicata nel 1940 a Firenze dall'editore Vallecchi.

## Storia editoriale
Nella prima edizione compaiono in tre sottosezioni ventotto poesie:
I FENOMENI
- Cuma
- Avorio
- (se musica è la donna amata)
- (Esitavano a Eleusi i bei cipressi)
- Città lombarda
- Bacca
- Yellow
- Saxa
- La sorella notturna
- Europa
- Triana

PRETERIZIONI
- All'autunno
- Giovinette
- Terra

DELL'OMBRA
- Vino e ocra
- Cimitero delle fanciulle
- Allure
- Annunciazione
- Miraglio
- Senza titolo
- Tango
- Danzatrice verde
- Periodo
- A Sandro
- Evento
- Patio
- Maturità

Nella seconda e definitiva edizione del 1960, la raccolta viene inserita insieme a La barca nel volume garzantiano Il giusto della vita. Le due poesie, La sorella notturna e Triana, vengono espunte.

## Influenze
Luzi scrive i testi della raccolta tra il 1935 e il 1939. Molti sono stati i critici che hanno individuato in Avvento notturno l'influenza del saggio pubblicato sul Frontespizio da Carlo Bo nel 1938 Letteratura come vita che conteneva i fondamenti teorico-metodici di quella che è stata definita da Francesco Flora come poesia ermetica. D'altronde la raccolta luziana "trattiene non poco di quella pascaliana scommessa sulla letteratura, proiettata in una interiorità dell'anima contrapposta alla vita come quotidianità, dove il ritrarsi dalla realtà dilatava lo spazio dell'assenza, di un vuoto, da captare intimamente come attesa di una possibile rivelazione". Eppure, come scrive Verdino, "rispetto a Bo, Luzi è meno trascendente e più etico, attento al clima storico: in lui l'assenza è principalmente espressione di un mondo inesorabilmente afflitto e sull'orlo dell'estrema rovina; siamo ben lontani da un atteggiamento di spirituale evasione, in quanto la raggelante spettralità figurativa del libro, tra surrealismo ed espressionismo, suona piuttosto come denuncia di un mondo "illeggibile", disabitato da ogni significato, travolto com'è dalla corsa alla violenza e alla guerra".

In questi anni Luzi legge anche le Elegie duinesi di Rilke tradotte allora da Traverso che rappresentavano "il più complesso «cocktail» di poesia e di pensiero allora a disposizione del giovane poeta filosofo, dove si aprivano ulteriori margini di rilevazione dell'interiorità e anche dell'«oltre»". Sappiamo che a questa lettura se ne affiancarono molte altre tra cui l'antologia di poesia russa contemporanea allestita da Renato Poggioli ("dal titolo preludiano, La violetta notturna, tratto da un poema di Blok"); alcuni poeti spagnoli noti grazie a un viaggio in Spagna nel 1934; la poesia francese in particolare quella di Éluard e del surrealismo. D'altronde oltre a questa forte influenza attenta agli autori stranieri, non manca "un deciso radicamento nella tradizione poetica italiana, che vede in Campana e in Montale i più diretti referenti linguistici, mentre Foscolo e Leopardi permangono e si rafforzano a garantire, al cospetto del più deciso affondo analogico, un margine di stilizzazione classica al linguaggio":

## Tematiche e contenuti
(Da Discretamente personale, in L'inferno e il limbo)
Come ha scritto Verdino "Avvento notturno è un libro estremista, dove più estremismi si sommano e vanno a comporsi: non è sufficiente considerarlo una prova di virtuosismo di un mallarmeismo nostrano, perché alla nozione di poesia pura, di distacco dal linguaggio della tribù e di «inevitabilità della parola» (Bo) che Luzi vuole suggerire non si accompagna mai quell'abolizione della realtà, della vita e dell'io, su cui il grande Stéphane impianta le sue nullificanti costruzioni. Dietro Mallarmé appare sempre Rimbaud e una febbre di convulsione immaginativa che nell'Avvento è appunto al culmine". La realtà non viene abolita, ma se mai "mutilata" dovendosi scontrare con la realtà dei fenomeni (titolo della prima sezione del libro) dell'esistenza, "captabili solo nei lampi di luce notturna di gesti e figure, continuamente valicanti il reale e l'immaginario in un moto convulso e non pacificato: Il sorriso s'addensa nelle rughe / e le tue mani cercano la notte / lungo lenti cristalli, un gregge sfuma / d'incenso in nostalgia d'api e di grotte".

## Edizioni
- Mario Luzi, Avvento notturno, Firenze, Vallecchi, 1940.
- Mario Luzi, Avvento notturno, in Il giusto della vita, 2ª ed., Milano, Garzanti, 1960.
- Mario Luzi, Avvento notturno, in Stefano Verdino (a cura di), Opera poetica, 1ª ed., Milano, Mondadori, 1998.